# トミーカイラ
トミーカイラ（Tommykaira）は、かつて日本の京都府京都市に存在した自動車メーカーであるトミタ夢工場が製造・販売を行っていた、チューニングカーのブランド名である。

## 概要
ブランド名は、トミタ夢工場創業者の富田 義一（とみた よしかず）社長と解良 喜久雄（かいら きくお）副社長の名字を組み合わせたもので、1987年から製造販売が開始された公認チューニングカーで使用された。
なおトミタ夢工場は、1967年に輸入車販売業社トミタオート商会として創業。1986年に同社名へ変更したが、2003年に倒産。2002年に分社化したトミタ夢販売およびオートバックスセブンが継承し「Tommykaira」のブランド名で事業を展開。
2009年に愛知県豊田市に本社を置く株式会社E・Rコーポレーションがトミーカイラ部用品事業を継承。「TOMMYKAIRA JAPAN」のブランド名で事業展開したが、2014年2月にブランド名を「ROWEN」に統合したため同社のブランドとしてのトミーカイラは終了した。
一方で2010年には京都市左京区に本社を置くグリーンロードモータース株式会社（現・GLM株式会社）が同ブランドの一部であるオリジナルカー製造を継承し、トミーカイラZZを電気自動車化した試作車を発表。2013年には新デザインで発表。2014年6月17日付で道路運送車両法保安基準に適合していることを国土交通省近畿運輸局で確認され審査結果通知書を交付された。これにより大手自動車メーカー以外で量産を前提とした電気自動車の認証をはじめて取得。同年7月から99台限定生産としたトミーカイラZZ電気自動車の販売・納車を開始した。
2016年に京都市伏見区に拠点を置くGTS株式会社が、残されたブランドの一部でありトミーカイラブランドのメイン事業であるコンプリート・チューニングカーの開発・製造・販売を創業者の富田義一より継承した。

## 略歴
- 1967年 - トミタオート商会として設立。
- 1973年 - 株式会社トミタオートに社名変更[9]。
- 1984年 - 副社長の解良喜久雄が入社。BMWのチューニングメーカーであるハルトゲの正規代理権を獲得。後にカービングの代表となる佐藤孝紀がブランドを全国展開し、株式会社ハルトゲ・ジャパンに社名変更[10]。
- 1985年 - チューニングカープロジェクトを始動。
- 1986年 - 金閣寺近くに本社を移転。社名をトミタ夢工場に変更。
- 1987年 - R31型スカイラインをベースにした日本初の公認チューニングカーが完成ならびに販売を開始。トミーカイラM30とネーミングされ、以後トミタ夢工場が関与したチューニングカーにはトミーカイラのブランドが付与される。
- 1995年 - 完全オリジナルのトミーカイラ・ZZを発表。同車を製造するイギリス現地法人トミーカイラUKを設立。
- 1997年 - トミーカイラZZ販売開始。同車は1999年までに206台が製造販売された。
- 1999年 - オートバックスセブンと業務提携を結びオートバックス店舗でトミーカイラの販売を開始。
- 2001年 - オリジナルスポーツカー開発研究部門をオートバックスセブンに譲渡しオートバックス・スポーツカー研究所を設立。副社長の解良をはじめ5名が移籍。
- 2002年 - 5月1日付で用品販売部門を資本金1,000万円で独立分社化させトミタ夢販売を設立。本社を京都市伏見区に設置。
- 2003年 - トミタ夢工場が2月14日に負債額約10億5000万円で民事再生法を申請[11]。直後に倒産。トミタ夢販売ならびにオートバックスセブンは引き続きTommykairaブランドでの営業展開を継続。
- 2007年 - 8月1日付でトミタ夢販売がエム・ディレクションに社名変更[12]。
- 2009年 - 5月31日付でエム・ディレクションが休業しオートバックスセブンでの販売も終了。[要出典]6月1日付で株式会社E・Rコーポレーションが用品製造業としてのトミーカイラブランドを継承し[1]TOMMYKAIRA JAPANのブランド名で営業展開を開始[13]。
- 2010年 - グリーンロードモータース株式会社（現・GLM株式会社）がオリジナルカー製造業としてのトミーカイラブランドを継承[4]。トミーカイラZZを電気自動車化した試作車を発表[5]。
- 2012年 - トミーカイラZZ電気自動車が国土交通省の国内認証を取得[14]。
- 2013年 - トミーカイラZZ電気自動車を4月2日に公開[8]。
- 2014年 - 株式会社E･Rコーポレーションが3月以降にブランド名をROWENへ統合することを発表[2]。同社が扱うトミーカイラブランドであるTOMMYKAIRA JAPANは終了。一方で7月からGLMがトミーカイラZZ電気自動車の販売・納車を開始[7][8]。
- 2016年 - GTS株式会社[15]がコンプリートカー及びチューニングカーの開発・製造・販売業としてのトミーカイラブランドを継承。トミタ夢工場時代に製造販売されたトミーカイラコンプリートカーのメンテナンス及びアップデートを開始。GLM株式会社が製造するTommykaira ZZ (EV)の販売代理店業を開始[7][8]。
- 2018年 - 1月幕張メッセで開催された東京オートサロンにTommy kaira R ConceptをOptionブースに展示。m14（仮称）開発開始ステージⅠ - Ⅲまで設定し、最小変更で最大な効果という開発当初のコンセプトに戻した。

## 製造販売した車
安全マージンを残しつつもベース車両が持つ本来の性能を公道で最大限に引き出すことを前提にチューニングを施工するのがトミーカイラの基本コンセプトである。
内外装ならびにデザインのソフト面を富田、エンジンならびにサスペンションなどのハード面を解良が担当した。
なおトミーカイラには七宝による亀型エンブレムのほか、標準もしくはオプションでTommy Kairaのロゴステッカーが装着された。

### Tommykairaブランド

#### オリジナルカー
- Tommykaira ZZ（初代）
- Tommykaira ZZ II （ASL・RS-01参照）
- Tommykaira ZZ (EV)

#### コンプリートカー
※（ ）内はベース車両。
- 日産自動車
  - Tommykaira M30・M20（HR31・HCR32スカイライン）
  - Tommykaira M16（HB12サニー）
  - Tommykaira M30C（FY31シーマ）
  - Tommykaira M18Si・SiR（S13シルビア）
  - Tommykaira M20Si・SiR（PS13シルビア）
  - Tommykaira M20t（HP10プリメーラ）
  - Tommykaira M20t4（HNP10プリメーラ)
  - Tommykaira R（BNR32・BCNR33・BNR34スカイラインGT-R）
  - Tommykaira R SPORT (BNR32スカイラインGT-R）
  - Tommykaira M30Z（Z32フェアレディZ）
  - Tommykaira M25（ECR33スカイライン)
  - Tommykaira M25tw（WGNC34ステージア）
  - Tommykaira 25R（ER34スカイライン）
  - Tommykaira m13（K11・K12マーチ)
  - Tommykaira m13 140SPORT（K12マーチ)
  - Tommykaira m13c（Z10キューブ)
  - Tommykaira Z（Z33フェアレディZ)
  - Tommykaira GT（V36スカイライン)
  - Tommykaira R Concept (R35GT-R）
- トヨタ自動車
  - Tommykaira BabyGang（NCP13ヴィッツ）
  - Tommykaira VOXY（AZR60Gヴォクシー）
  - Tommykaira ist（NCP61イスト）
- SUBARU（富士重工業）
  - Tommykaira M20b（GC8・GDBインプレッサ）
  - Tommykaira M20b-2.2 (GDBインプレッサ）
  - Tommykaira M20bW（GF8インプレッサ）
  - Tommykaira M20tb (BG5レガシィ）
  - Tommykaira M20fb（SF5フォレスター)
  - Tommykaira tb（BH5・BP5レガシィ）
  - Tommykaira tb-2.2 (BH5レガシィ）
  - Tommykaira tb6 (BHEレガシィ）
  - Tommykaira B4（BE5・BL5レガシィ）
  - Tommykaira B4-2.2 (BE5レガシィ）
  - Tommykaira B4 220SPORT (BL5レガシィ）
  - Tommykaira B6（BEEレガシィ）
  - Tommykaira fb (SG5フォレスター)
  - Tommykaira fb-2.2 (SG5フォレスター)
  - Tommykaira P-tune（RA1・2プレオ）
- スズキ
  - Tommykaira wR（MC12SワゴンR）
  - Tommykaira SS-s＜スーパースイフトスポーツ[19](ZC31Sスイフトスポーツ）
- ゼネラルモーターズ
  - Tommykaira m08（KLA4M・GM大宇・マティス）
  - Tommykaira CRUZE（HR52S・CRUZE）
- メルセデス・ベンツ
  - Tommykaira M19（W201・190E）
  - Tommykaira M30E（W124・E300）

### TOMMYKAIRA JAPANブランド
- 日産自動車
  - Ebbrezza-R（R35GT-R）
- トヨタ自動車
  - PRIUS RR・RR-GT（ZVW30プリウス）
  - VELLFIRE-Z（ヴェルファイア）
  - ALPHARD-S（アルファード）
  - FJ CRUISER（FJクルーザー）
- SUBARU（富士重工業）
  - LEGACY Premium（BR9・BM9レガシィ）
  - LEGACY RR（BR9・BM9レガシィ）
- 本田技研工業
  - INSIGHT RR（ZE2インサイト）
  - STEPWAGON SPADA（RK5・6ステップワゴン）
- 三菱自動車
  - COLT-R BABYGANG（コルトVersion-R）